# Curtis Good
Curtis Edward Good (Melbourne, 1º marzo 1993) è un calciatore australiano, difensore del Buriram Utd.

## Palmarès

### Club

#### Competizioni nazionali
- Football League Championship: 1

Newcastle: 2016-2017
- Premier's Plate: 1

Melbourne City: 2020-2021
- Campionato australiano: 1

Melbourne City: 2020-2021
- Thai League: 1

Buriram United: 2024-2025
- Thai FA Cup: 1

Buriram United: 2024-2025